# 350 років м. Івано-Франківську (монета)
«350 ро́ків м. Іва́но-Франкі́вську» — ювілейна монета номіналом 5 гривень, випущена Національним банком України. Присвячена 350-річчю Івано-Франківська (до 1962 року Станіслав) — обласного центру України, розташованого в Передкарпатті, у межиріччі Бистриці Надвірнянської та Бистриці Солотвинської (басейн Дністра). Перша писемна згадка про місто датується 1662 роком, коли воно отримало Магдебурзьке право.
Монету введено до обігу 26 квітня 2012 року. Вона належить до серії «Стародавні міста України».

## Опис монети та характеристики
| Номінал грн. | Метал      | Маса, г | Діаметр, мм | Якість виготовлення       | Гурт     | Тираж, штук |
| ------------ | ---------- | ------- | ----------- | ------------------------- | -------- | ----------- |
| 5            | нейзильбер | 16,54   | 35,0        | спеціальний анциркулейтед | рифлений | 35 000      |

### Аверс
На аверсі монети розміщено угорі: малий Державний Герб України, напис півколом «НАЦІОНАЛЬНИЙ БАНК УКРАЇНИ», будівля міської ратуші, ліворуч від якої герб міста з написом «1662», унизу рік карбування монет — «2012» та праворуч від ратуші номінал — «5»/«ГРИВЕНЬ», унизу ліворуч розміщено логотип Монетного двору Національного банку України.

### Реверс
На реверсі монети зображено одну з найдавніших архітектурних споруд міста — костел Пресвятої Діви Марії, угорі — герб міста, під яким написи: «ІВАНО-ФРАНКІВСЬК»/«350 РОКІВ».

## Автори

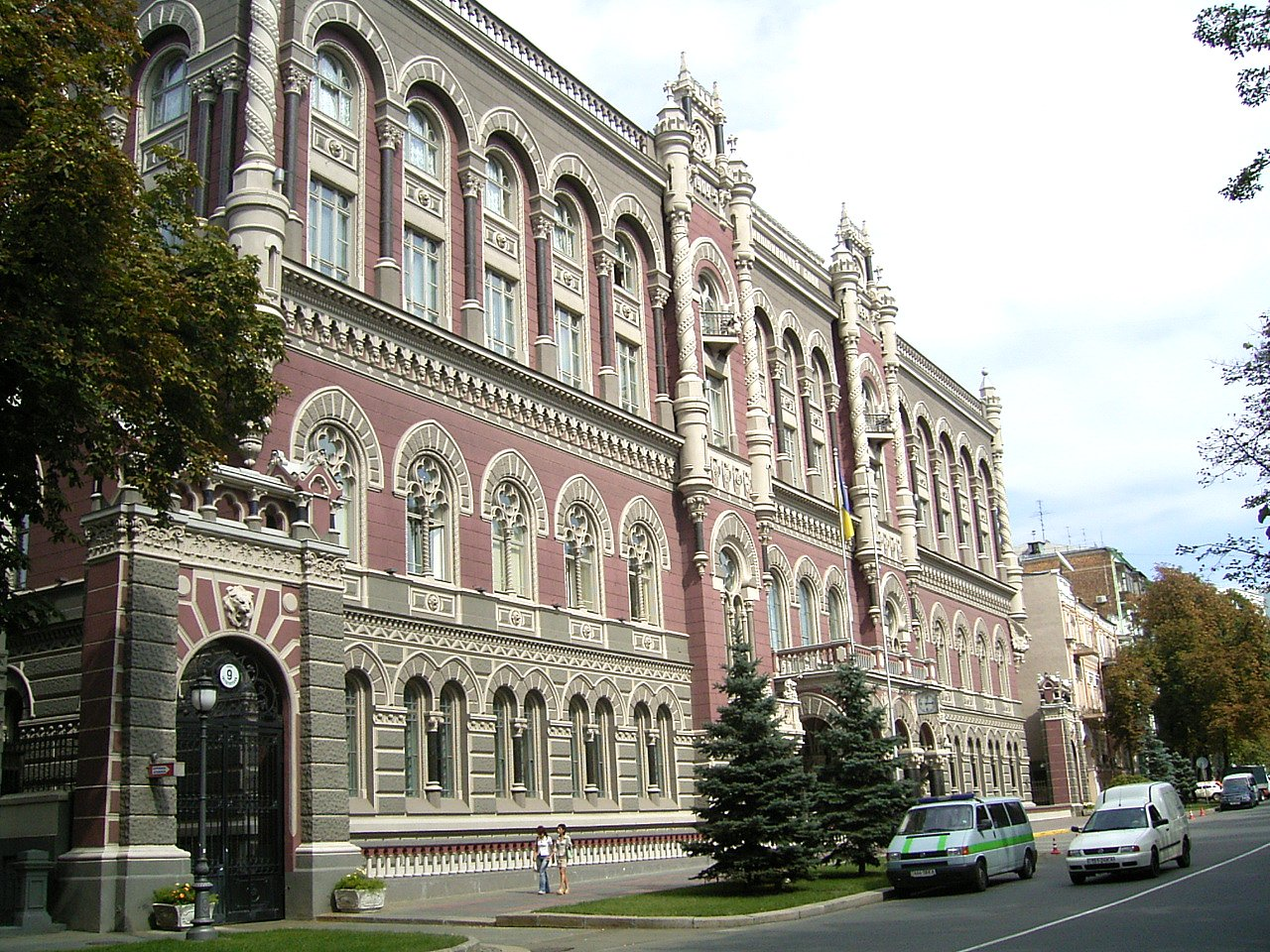
Будівля Національного банку України

- Художники: Володимир Таран, Олександр Харук, Сергій Харук.
- Скульптори: Святослав Іваненко, Володимир Атаманчук.

## Вартість монети
Під час введення монети в обіг у 2012 році, Національний банк України реалізовував монету через свої філії за ціною 20 гривень.
Фактична приблизна вартість монети, з роками змінювалася так:
| Рік        | 2012 | 2013 | 2014 | 2015 | 2016 | 2017 | 2018 | 2019 | 2020 | 2021 | 2022 | 2023 | 2024 | 2025 |
| ---------- | ---- | ---- | ---- | ---- | ---- | ---- | ---- | ---- | ---- | ---- | ---- | ---- | ---- | ---- |
| Ціна, грн. | 22   | 30   | 35   | 40   | 70   | 130  | 120  | 120  | 120  | 130  | 150  | 240  | 340  | 380  |